# Ewald Daub
Ewald Daub (Brunswick, 13 ottobre 1889 – Berlino, 4 novembre 1946) è stato un direttore della fotografia tedesco.
La sua carriera, che si svolse tra Germania e Austria, copre un periodo che va dagli anni venti agli anni quaranta.

## Filmografia
- Jenseits des Stromes, regia di Ludwig Czerny (1922)

- Das Wirtshaus im Spessart, regia di Adolf Wenter (1923)

- Liebesgeschichten, regia di Fritz Freisler (1925)
- Der Mann im Sattel, regia di Manfred Noa (1925)

- Seine stärkste Waffe, regia di Harry Piel (1928)

- Grün ist die Heide, regia di Hans Behrendt (1932)

- Der Herr der Welt, regia di Harry Piel (1934)

- Il venditore di uccelli (Der Vogelhändler), regia di E.W. Emo (1935)

- Il corriere dello zar (Der Kurier des Zaren o Michel Strogoff. Le Courrier du tzar), regia di Richard Eichberg (1936)

- Eine Frau ohne Bedeutung, regia di Hans Steinhoff (1936)

- Tanz auf dem Vulkan, regia di Hans Steinhoff (1940)

- Kleider machen Leute, regia di Helmut Käutner (1940)

- Professore, voglio Eva (Die Feuerzangenbowle), regia di Helmut Weiss (1944)